# Comilla (district)
Comilla est un district du Bangladesh. Il est situé dans la division de Chittagong. La ville principale est Comilla.

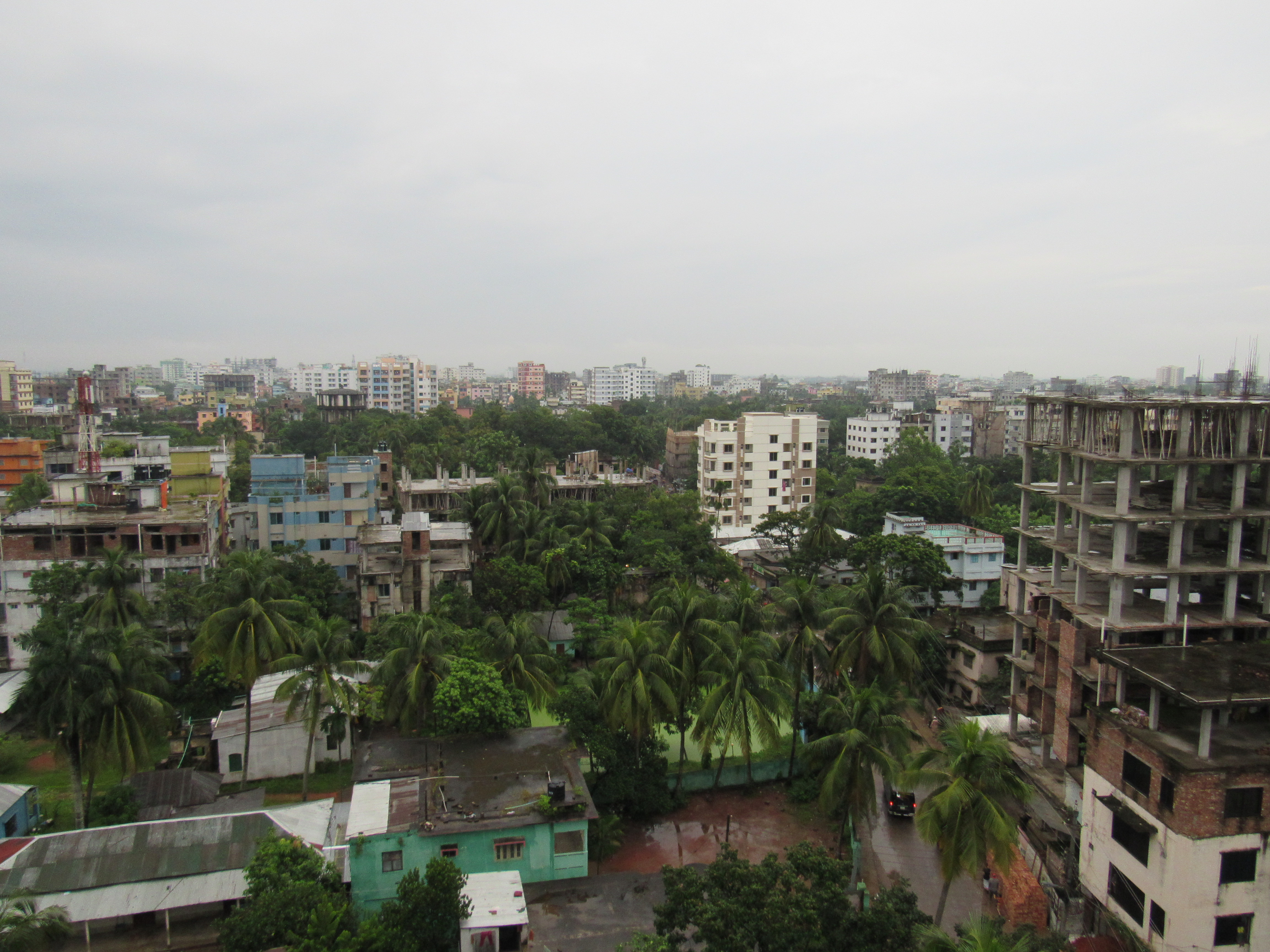
Vue aérienne de la ville de Comilla depuis un immeuble de grande hauteur